# Nick Hein
Nick Hein (* 24. April 1984 in Köln) ist ein deutscher Judoka, ehemaliger MMA-Kämpfer und Schauspieler. Er war von 2003 bis 2014 im Polizeidienst.

## Leben
Nick Hein wurde in Köln geboren und wuchs in der etwa 30 km westlich von Köln gelegenen Kleinstadt Elsdorf auf. Sein Abitur machte er 2003 in Berlin. Er begann 1990 als 6-Jähriger mit dem Judo- und 1999 parallel dazu mit Boxtraining. Er gewann im Judo-Sport unter anderem 2006 den Deutschen Jugendmeistertitel und wurde in die Nationalmannschaft aufgenommen. Im gleichen Jahr holte er in Moskau zudem den Europameistertitel in der U23-Klasse und belegte mit dem KSV Esslingen einen 3. Platz in der Judo-Bundesliga. 2007 wurde er nochmals Deutscher Meister.
Die Ausbildung zum Bundespolizisten beendete er 2007. 2009 tauschte er seine Judosport- gegen eine Profikarriere als Mixed-Martial-Arts-Kämpfer. 2014 quittierte er nach elf Jahren den Polizeidienst. Danach widmete er sich vollständig den Mixed Martial Arts und stand unter Vertrag der weltweit größten Organisation dieses Sports, Ultimate Fighting Championship (UFC); sein Spitzname lautet „Sergeant“. Nach einer TKO-Niederlage gegen Frank Camacho beendete er im Juni 2019 seine Karriere.
2014 spielte er die Rolle des „Marco Kaminski“ in der ZDFneo-Serie Diese Kaminskis – Wir legen Sie tiefer!
2016 schrieb er das Buch Polizei am Limit über den Polizeialltag und die Probleme im derzeitigen Polizeidienst, in dem er den alltäglichen Dienst eines Bundespolizisten auch im Bezug auf die Übergriffe in Köln 2015/16 beschreibt.
Seit Oktober 2020 lud Hein 14 Videos mit dem Titel Pedo Hunters auf der Videoplattform YouTube hoch. In diesen Videos soll dokumentiert werden, wie er sich im Internet unter Fake-Accounts als 13–16-jährige Mädchen ausgibt und sich mit erwachsenen Männern zu Sex-Dates verabredet. Die Tatverdächtigen werden, nach dem sie in die Fallen gegangen sind, mit den Chatprotokollen konfrontiert. Wurden die vermeintlichen Pädosexuellen, deren angebliche Chatpartner zunächst 16 Jahre alt sein sollten, in den ersten Folgen nur zur Rede gestellt und mit Zwangsouting bedroht, wurden diese in den späteren Folgen der Polizei übergeben. Das angebliche Alter der Fake-Accounts war, nach Heins eigener Aussage im siebten Video in Reaktion auf Kritik, dass es sich bei den Männern mitnichten um Pädosexuelle gehandelt habe, auf 13 Jahre herabgesetzt worden. Da nicht alle Verdächtigen sich widerstandslos „abführen“ ließen, kam es auch zu Gewaltanwendung seitens Heins und seines „Teams“. Nach Einschätzung von Juristen bewegt er sich damit in einer „rechtlichen Grauzone“. Die Videos wurden von YouTube zunächst – mit den Begründungen Hassrede und Pornografie – zensiert, später aber wieder freigegeben.

## MMA-Statistik

### Liste der Amateurkämpfe
| Ergebnis   | Profi-Rekord | Gegner        | Datum            | Veranstaltung             | Methode       | Runde | Zeit |
| ---------- | ------------ | ------------- | ---------------- | ------------------------- | ------------- | ----- | ---- |
| No Contest | 0-0-1        | Ulf Fritzmann | 24. Februar 2007 | MMA Berlin – Tournament 3 | Unentschieden | 3     | 5:00 |

### Liste der Profikämpfe
| Ergebnis   | Profi-Rekord | Gegner                              | Datum              | Veranstaltung                              | Methode                           | Runde | Zeit |
| ---------- | ------------ | ----------------------------------- | ------------------ | ------------------------------------------ | --------------------------------- | ----- | ---- |
| Sieg       | 1-0          | Stefan Heber                        | 8. August 2009     | FFA – West German Championships 2009       | Aufgabe (Rear-Naked Choke)        | 1     | 3:25 |
| Sieg       | 2-0          | Milan Tomes                         | 12. Dezember 2009  | Backstreet Fights 2 – Rematch              | Aufgabe (Rear-Naked Choke)        | 2     | 1:03 |
| Sieg       | 3-0          | Stefan Heber                        | 6. März 2010       | FFA – German Championships 2010            | Aufgabe (Americana)               | 2     | 2:35 |
| Sieg       | 4-0          | Kurt Verschueren                    | 17. April 2010     | OC – Cage Fight Night 7                    | Aufgabe (Rear-Naked Choke)        | 1     | 1:46 |
| Sieg       | 5-0          | Kamil Lipski                        | 11. September 2010 | RFC – Respect Fighting Championship 4      | Punktentscheidung (einstimmig)    | 3     | 5:00 |
| Niederlage | 5-1          | Sebastian Risch                     | 17. September 2011 | RFC – Respect Fighting Championship 6      | TKO (Knie)                        | 2     | 4:05 |
| Sieg       | 6-1          | Patrick Herring                     | 4. Februar 2012    | SFC 8 – Tournament 2012 Part I             | Punktentscheidung (einstimmig)    | 3     | 5:00 |
| No Contest | 6-1-1        | Jordan Bloch                        | 21. April 2012     | RFC – Respect Fighting Championship 7      | No Contest (unbeabsichtigter Cut) | 1     | 1:12 |
| Sieg       | 7-1-1        | Roberto Pastuch                     | 13. April 2013     | RFC – Respect Fighting Championship 9      | Punktentscheidung (einstimmig)    | 3     | 5:00 |
| Sieg       | 8-1-1        | Tamirlan „Gorginio“ Dadaev          | 13. April 2013     | DFC 2 – Defenders FC 2                     | Punktentscheidung (einstimmig)    | 3     | 5:00 |
| Sieg       | 9-1-1        | Musa Jangubaev                      | 28. September 2013 | RFC – Respect Fighting Championship 10     | TKO (Knie)                        | 2     | 3:51 |
| Sieg       | 10-1-1       | „Die Maschine“ Michael Erdinc       | 8. Februar 2014    | Fair FC 1 – Fair Fighting Championship 1   | Punktentscheidung (einstimmig)    | 3     | 5:00 |
| Sieg       | 11-1-1       | Drew Dober                          | 31. Mai 2014       | UFC Fight Night 41 – Munoz vs. Mousasi     | Punktentscheidung (einstimmig)    | 3     | 5:00 |
| Niederlage | 11-2-1       | „The Texectioner“ James Vick        | 22. November 2014  | UFC Fight Night 57 – Edgar vs. Swanson     | Punktentscheidung (einstimmig)    | 3     | 5:00 |
| Sieg       | 12-2-1       | Lukasz „Wookie“ Sajewski            | 20. Juni 2015      | UFC Fight Night 69 – Jedrzejczyk vs. Penne | Punktentscheidung (einstimmig)    | 3     | 5:00 |
| Sieg       | 13-2-1       | Yusuke Kasuya                       | 26. September 2015 | UFC Fight Night 75 – Barnett vs. Nelson    | Punktentscheidung (einstimmig)    | 3     | 5:00 |
| Sieg       | 14-2-1       | „The Korean Cowboy“ Tae Hyun Bang   | 3. September 2016  | UFC Fight Night 93 – Arvolski vs. Barnett  | Punktentscheidung (einstimmig)    | 3     | 5:00 |
| Niederlage | 14-3-1       | „The Tasmanian Devil“ Davi Ramos    | 12. Mai 2018       | UFC 224 – Nunes vs. Pennington             | Aufgabe (Facecrank)               | 1     | 4:15 |
| Niederlage | 14-4-1       | „The Bosnian Bomber“ Damir Hadzovic | 22. Juli 2018      | UFC Fight Night 134 – Shogun vs. Smith     | Punktentscheidung (geteilt)       | 3     | 5:00 |
| Niederlage | 14-5-1       | Frank Camacho                       | 1. Juni 2019       | UFC Fight Night: Gustafsson vs. Smith      | TKO (Schläge)                     | 2     | 4:56 |

## Filmografie
- 2014: Diese Kaminskis – Wir legen Sie tiefer! (TV-Comedy-Serie; ZDFneo)

## Publikationen
- Polizei am Limit. Rowohlt Taschenbuchverlag, Reinbek 2016, ISBN 978-3-499-63238-9.